# توني ماسون
توني ماسون (بالإنجليزية: Tony Mason)‏ هو مقدم تلفزيوني بريطاني، ولد في القرن العشرين.